# Katherine Plouffe
Pour les articles homonymes, voir Plouffe.
Katherine Plouffe, née le 15 septembre 1992 à Edmonton, en Alberta, au Canada, est une joueuse canadienne de basket-ball. Elle évolue aux postes d'ailier fort et pivot.

## Biographie
Sa sœur jumelle Michelle Plouffe a joué en NCAA, mais aux Utes de l'Utah et leur sœur aînée Andrea à Washington. Les jumelles ont joué ensemble au lycée (Katherine en meneuse et Michelle comme arrière). Elles se retrouvent sous le maillot du Canada pour les Jeux de Rio, Katherine au pivot et Michelle plutôt sur l'aile. Katherine explique leur choix de ne pas jouer ensemble en NCAA : « C'était bien d'aller chacune de notre côté et de développer différemment notre jeu. C"était un plaisir de la voir devenir une joueuse si polyvalente. Nous sommes encore très proches et choisir des universités différentes y a aidé. Quand on est toujours ensemble, on ne peut pas développer sa propre identité. Ce n'était pas notre choix : cela a été bon pour grandir et pour développer notre jeu aussi. »
En 2014-2015, elle commence sa carrière professionnelle en Roumanie au BC ICIM Arad avec 11,2 points et 7,8 rebonds de moyenne par match.
Pour la saison saison 2015-2016, elle signe au club français de Nantes Rezé Basket, où elle fera équipe avec une autre canadienne, Shona Thorburn, dans un championnat qui l'opposera à sa sœur Michelle. Pour son nouveau coach « Katherine est une joueuse qui peut évoluer en 4 et 5. Elle est mobile, passeuse mais également bonne rebondeuse et capable d’être dense physiquement. Elle va nous permettre de courir et de développer le même type de jeu que lors des saisons passées. »
Elle prolonge son séjour à Nantes en 2016-2017. Elle inscrit 25 points à 9/15 aux tirs, 9 rebonds et 3 passes décisives pour 27 d'évaluation en 40 minutes de jeu lors de la victoire 67 à 61 face à Basket Landes pour la septième journée de LFB. Elle est désignée meilleure joueuse étrangère du championnat (18,79 points, 10,29 rebonds pour 23,54 d’évaluation) et signe pour la saison suivante avec Bourges.
Arrivée à Basket Landes à l'été 2019, elle prolonge son contrat d'une année supplémentaire. Championne de France, elle n'est pas conservée par le club landais, mais est engagée en octobre 2021 par Montpellier. En décembre 2021, elle quitte Montpellier pour rejoindre Roche Vendée (7,6 points, 3,4 rebonds et 2,4 passes décisives de moyenne en 5 matchs LFB).

## Équipe nationale
En 2014, elle participe au championnat du Monde en Turquie avec 7,4 points et 2,7 rebonds en moyenne par match.
Le Canada dispute et remporte les Jeux panaméricains de 2015 organisés à Toronto avec 5 victoires pour aucun revers, puis remporte également l'or au Championnat des Amériques en août 2015 en disposant de Cuba en finale, ce qui qualifie directement l'équipe pour les Jeux olympiques de Rio.

## Statistiques Marquette
Source
| Année     | Univ.                 | Joués | Débutés | Minutes | Adresse | Adresse 3 pts | Adresse LF | Rebonds | P.d. | Int. | B.P. | Points |
| --------- | --------------------- | ----- | ------- | ------- | ------- | ------------- | ---------- | ------- | ---- | ---- | ---- | ------ |
| 2010-2011 | Marquette             | 33    | 30      | 0,0     | 50,0 %  | 00,0 %        | 60,0 %     | 5,1     | 1,2  | 0,8  | 0,6  | 6,5    |
| 2011-2012 | Marquette             | 31    | 30      | 33,7    | 50,3 %  | 00,0 %        | 74,6 %     | 8,1     | 2.6  | 1,9  | 0,8  | 13,5   |
| 2012-2013 | Marquette             | 32    | 32      | 29,4    | 47,7 %  | 23,1 %        | 70,0 %     | 7,8     | 2,9  | 1,4  | 0,6  | 12,6   |
| 2013-2014 | Marquette             | 30    | 30      | 30,6    | 47,3 %  | 30,6 %        | 81,5 %     | 10,2    | 2,3  | 1,0  | 0,6  | 17,1   |
| Total     | 4 saisons (2010-2014) | 126   | 122     | 23,0    | 48,6 %  | 26,9 %        | 73,5 %     | 7,7     | 2,3  | 1,3  | 0,6  | 12,3   |

## Palmarès
- 1re du Championnat des Amériques 2015[12]
- 1re des Jeux panaméricains de 2015[11]
- Coupe de France 2018[13] et 2019[14] ;
- Championne de France LFB 2018[15] et 2021[16].

## Distinctions personnelles
- 2012-2013 : Big East All-Academic Team[17]
- 2012-2013 : Second cinq de la Big East
- 2010-2011 : Meilleur cinq des Freshman de la Big East
- 2011-2012 : All-Big East Honorable Mention
- 2016-2017 : MVP étrangère de Ligue Féminine de Basket (France)[18]